# Errol Nolan
Errol Nolan (né le 18 août 1991) est un athlète américain, spécialiste du 200 et du 400 m.
Avec des records de 20 s 77 (Orlando 15 mai 2010) et de 45 s 59 (Austin 28 mai 2010), il remporte la médaille de bronze aux championnats du monde junior à Moncton et la médaille d'or lors du relais 4 × 400 m. Il fait partie d'un club de Houston.